# جو س.
جو س. (بالإنجليزية: Joe C.)‏ هو رابر أمريكي، ولد في 9 نوفمبر 1974 في تايلور في الولايات المتحدة، وتوفي بنفس المكان في 16 نوفمبر 2000 بسبب أمراض الجهاز الهضمي.

## وصلات خارجية
- جو س. على موقع IMDb (الإنجليزية)
- جو س. على موقع ميوزك برينز (الإنجليزية)
- جو س. على موقع إن إن دي بي (الإنجليزية)
- جو س. على موقع قاعدة بيانات الفيلم (الإنجليزية)